# 297-я пехотная дивизия (вермахт)
297-я пехотная дивизия — тактическое соединение сухопутных войск вооружённых сил нацистской Германии периода Второй мировой войны.

## Боевой путь дивизии

### 1-е формирование
Сформирована в Брукке в составе XVII округа как часть 8-й волны мобилизации.
Принимала участие в операциях на Западном фронте (Бельгия и Франция), в ходе боевых действий достигла района Крей-Санлис-Компьень.
В июне 1941 года переведена на Восточный фронт, в составе Группы армий «Юг» участвует в операции «Барбаросса».
Сражается под Черкассами, Мерефой, Чугуевым и, наконец, в Сталинграде. Расположившись в его южных пригородах, дивизия прикрывает фланги немецкой 6-й армии и в сентябре 1942 — январе 1943 года отбивает несколько атак противостоящей 64-й советской армии. Во время операции «Кольцо», она отрезана к югу от Сталинграда и капитулирует 25 января 1943 года, за несколько дней до сдачи всей 6-й армии.

### 2-е формирование
В апреле 1943 года дивизия вновь сформирована на территории Сербии и принимает участие в контрпартизанских действиях в Хорватии.
В конце войны находилась в Югославии в районе Загреба, где сдалась армии Тито.

## Организация

### 1940 год
- 522-й пехотный полк
- 523-й пехотный полк
- 524-й пехотный полк
- 297-й артиллерийский полк
- 297-й противотанковый артиллерийский дивизион
- 297-й сапёрный батальон
- 297-й батальон связи
- 297-я дивизионная часть снабжения

### 1943 год
- 522-й пехотный полк
- 523-й пехотный полк
- 524-й пехотный полк
- 297-й стрелковый полк
- 297-й артиллерийский полк
- 297-й противотанковый артиллерийский дивизион
- 297-й сапёрный батальон
- 297-й батальон связи
- 297-я дивизионная часть снабжения
- 297-й полевой запасной батальон

## Командиры дивизии
- генерал артиллерии Макс Пфеффер (5 апреля 1940 — 16 января 1943)
- генерал-майор Мориц фон Дреббер (16 — 26 января 1943)
- генерал-майор Дойч, Фридрих-Вильгельм[1] (1 апреля 1943 — 17 февраля 1944)
- генерал-лейтенант Отто Гулльманн (17 февраля 1944 — 26 октября 1944)
- генерал-лейтенант Альбрехт Байер (26 октября 1944 — 8 мая 1945)

## Начальники штаба
- майор Хайнц Брандт (8 февраля 1940 — октябрь 1940)
- подполковник Карл-Теодор Кёрнер (20 октября — 15 августа 1941)
- подполковник Вальтер Нагель (17 октября 1941 — 18 сентября 1942)
- подполковник Артур Вебер (? — 25 января 1943)
- подполковник Ханс-Георг Айсманн (апрель — 10 сентября 1943)
- подполковник Хайнц Тооп (10 сентября 1944 — 20 января 1945)
- подполковник Вильфрид фон Зоббе (20 января 1945 — 8 мая 1945)

## Награды

### Рыцарский крест Железного креста
Награждённых: 10.
- Вилли Ридель, командир 3-го батальона 524-го пехотного полка за бои под Сталинградом 8 октября 1942 года был награждён Рыцарским крестом с дубовыми листьями и золотым Немецким крестом[2]. После войны служил в чине полковника в ННА и с 30 октября 1956 года по 31 декабря 57 года командовал 6-й мотострелковой дивизией.[3]
- генерал-лейтенант Макс Пфеффер командир дивизии (4.12.1941)
- Мориц фон Дреббер, командир 523-го гренадёрского полка (30.06.1942)
- капитан Хельмут Медер (апрель 1942 года)

### Почётная пряжка
Награждённых: 7.

### Немецкий крест
Золотой: 45

### Благодарность Главнокомандующего Сухопутных войск Вермахта
За сбитые самолёты:
- 16.05.1942 — 524-й пехотный полк за действия 23.11.1941 (113);
- 16.05.1942 — 297-й разведывательный батальон за действия 27.11.1941 (114);
- 16.05.1942 — 3-я пехотная рота 524-го пехотного полка за действия 23.02.1942 (137);
- 24.09.1942 — 12-та пехотная рота 522-го пехотного полка за действия 11.05.1942 (234);
- 24.09.1942 — 522-й пехотный полк за действия 29.05.1942 (251);
- 24.09.1942 — 523-й пехотный полк за действия 2.07.1942 (254);
- 24.09.1942 — штабная рота 522-го пехотного полка за действия 31.05.1942 (255).